# 埃帕内
埃帕内（法語：Épaney，法語發音：[epanɛ] ⓘ）是法国卡尔瓦多斯省的一个市镇，属于卡昂区。

## 地理
埃帕内（48°56'52"N, 0°10'6"W）面积11.59 平方千米，位于法国诺曼底大区卡爾瓦多斯省，该省份为法国西北部沿海省份，北濒大西洋英吉利海峡，东北与滨海塞纳省以海上边界相接，东临厄尔省，南至奧恩省，西与芒什省接壤。
与埃帕内接壤的市镇（或旧市镇、城区）包括：当布兰维尔、奥朗东、佩里耶尔、圣皮埃尔卡尼韦、苏朗日、韦尔桑维尔。

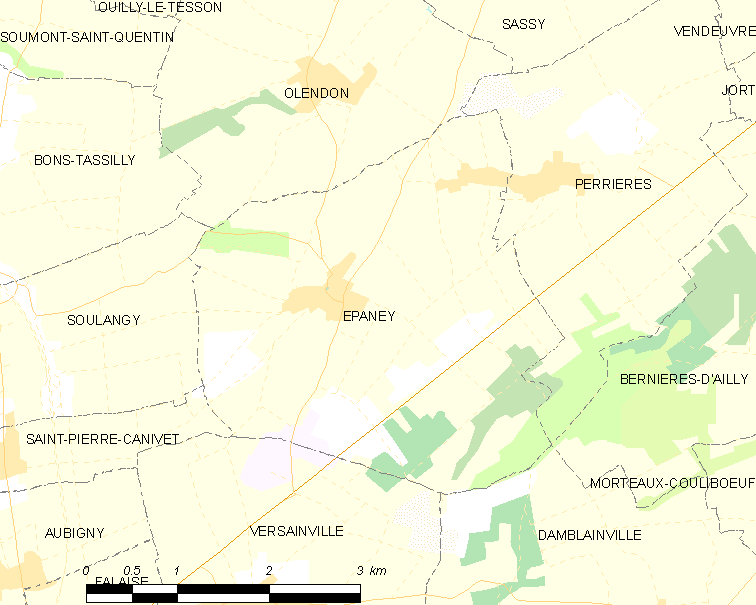
埃帕内的OSM定位图

埃帕内的时区为UTC+01:00、UTC+02:00（夏令时）。

## 行政
埃帕内的邮政编码为14170，INSEE市镇编码为14240。

## 政治
埃帕内所属的省级选区为法莱斯县。

## 人口

1962-2008年间埃帕内人口变化图示

埃帕内于2022年1月1日时的人口数量为495人。